# Suzuki DR 800 Big
Suzuki DR 800 Big je jednoválcový enduro motocykl.

## Historie
Vznikl v roce 1990 zvětšením objemu své starší "sestry" Suzuki DR 750 Big na 779 cm³. V roce 1991 dostal (k nechuti zarytých off roadářů) nový kabát. Přibylo plastů, snížila se výška sedla, zvětšil se průměr kotouče přední brzdy, jeden výfuk nahradila dvojice. To vše bylo uděláno se záměrem k dosažení zvýšení pohodlí motocestovatelů. Naštěstí mu zůstal pro něho charakteristický "kachní zobák", který později převzali na své motocykly i designéři jiných značek. Do dnešních dnů se jedná o největší jednoválcový sériově vyráběný motocykl na světě. Výroba tohoto typu skončila v roce 1999.

## Sportovní využití
Big se účastnil i několika dálkových pouštních rallye, ať už v rukách amatérů tak i profesionálních jezdců. Nejvíce ho proslavil belgický jezdec Gaston Rahier, který se s Bigem účastnil Rally Paris Dakar v letech 1988-1991. Dodnes je vyhledáván mnohými nadšenci, kteří u něho oceňují robustní konstrukci, dobré terénní vlastnosti i výbornou spolehlivost, kterou v provozu prokázal.

## Motor
- Spotřeba na 100 km (l)- 6,8 l/100 km
- Max. rychlost (km/h) – 167
- Startér – elektrický, s elektrickým dekompresorem
- Suchá hmotnost (kg)- 194
- Pohotovostní hmotnost (kg)- 225